# Más allá del exorcismo
Más allá del exorcismo (Mal de ojo en España y Malocchio en su título italiano) es una coproducción de México, España e Italia; estrenada en México el 17 de agosto de 1978, y en Italia el 6 de febrero de 1975. Su argumento sitúa la película en la línea de otras películas de terror diabólico de la década de 1970, como El exorcista (1973). 
Contó en su reparto con actores populares en los países coproductores, como el mexicano Jorge Rivero, los españoles Pilar Velázquez y Eduardo Fajardo o el italiano Antonio De Teffè (protagonista de bastantes Spaghetti Western con el pseudónimo de Anthony Steffen), además de con un buen secundario estadounidense como Richard Conte, este en una de sus últimas apariciones ante las cámaras.

## Argumento
La policía investiga una serie de terribles asesinatos, aparentemente cometidos por miembros de una secta de adoradores del diablo. Mientras, Peter Crane (Jorge Rivero), un playboy rico y mujeriego, sufre de terribles pesadillas por las noches, creyendo ser el autor de dichas muertes, al tiempo que sus visiones aumentan y su comportamiento se hace más violento y extraño...

## Reparto
- Jorge Rivero ... (Peter Crane)
- Richard Conte ... (Dr. Stone)
- Pilar Velázquez ... (Dra. Sarah Turner)
- Eduardo Fajardo ... (Basev, el mayordomo)
- Lone Fleming ... (Yvonne Chevrel)
- Terele Pávez ... (Mujer de Basev)
- Anthony Steffen ... (Teniente Ranieri) (como Antonio De Teffè)
- Daniela Giordano ... (Taga)
- Pia Giancaro ... (Elizabeth)
- Luis La Torre ... (Robert)
- Flora Marrone
- Luciano Pigozzi ... (William Stevens) (como Alan Collins)
- Eva Vanicek
- Álvaro de Luna ... (Policía) (no acreditado)[1]

## Titulaciones
- Blutige Magie (Alemania Occidental)
- Eroticofollia (Italia, título alternativo)
- Evil Eye (Estados Unidos)
- Mal de ojo (España, título original)
- Malocchio (Italia, título original)
- Más allá del exorcismo (México, título original)